# Leucocelis ruficauda
Leucocelis ruficauda är en skalbaggsart som beskrevs av Lansberge 1882. Leucocelis ruficauda ingår i släktet Leucocelis och familjen Cetoniidae. Inga underarter finns listade i Catalogue of Life.